# هيديو ياماموتو (مانغاكا)
هيديو ياماموتو (باليابانية: 山本英夫)‏ (1968 -) هو مانغاكا ياباني، ولد في توكوروزاوا، سايتاما. اشتهر كونه مُطلق سلسلة المانغا "إتشي القاتل"، والتي أُنتجت كفيلم حركة حية من قبل تاكاشي مايكه في عام 2001، إضافة إلى سلسلة "هومونكولوس القزم".

## روابط خارجية
- هيديو ياماموتو على موقع IMDb (الإنجليزية)
- هيديو ياماموتو على موقع قاعدة بيانات الفيلم (الإنجليزية)
- هيديو ياماموتو على موقع ANN person (الإنجليزية)